# Tococa coronata
Tococa coronata är en tvåhjärtbladig växtart som beskrevs av George Bentham. Tococa coronata ingår i släktet Tococa och familjen Melastomataceae. Inga underarter finns listade i Catalogue of Life.